# 小行星2656
小行星2656（2656 Evenkia）是一颗绕太阳运转的小行星，为主小行星带小行星。该小行星于1979年4月25日发现。
該小行星以俄羅斯的聯邦主體埃文基自治區命名。

## 轨道参数
小行星2656的轨道半长轴为2.2551230 UA，离心率为0.081。